# Gerard Pucelle
Gerard Pucelle († 13. Januar 1184 in Coventry) war ein Geistlicher und Kirchenrechtler, der im 12. Jahrhundert in Frankreich, Deutschland und England tätig war. Ab 1183 war er Bischof der englischen Diözese Coventry.

## Lehrtätigkeit in Paris und Köln
Die Herkunft von Gerard Pucelle ist unbekannt. Dem Vornamen nach war er Anglonormanne oder Franzose. Vor 1156 lehrte er Kirchenrecht, vielleicht auch Theologie und Römisches Recht an den Schulen in Paris. Dabei gewann er die spezielle Gunst des französischen Königs Ludwig VII. Wohl unter Erzbischof Thomas Becket von Canterbury, der ihm mehrere Pfründen übergab, kam er nach England. Als Becket sich jedoch mit König Heinrich II. überwarf und im November 1164 ins Exil nach Frankreich ging, begleitete Pucelle ihn. Anfang 1166 hielt er sich in Deutschland auf, das damals den Gegenpapst Paschalis III. gegen Papst Alexander III. unterstützte. Pucelle wurde in Köln feierlich empfangen, dessen Erzbischof Rainald von Dassel dem Kaiser als Kanzler diente. Johannes von Salisbury, ein Freund von Pucelle, protestierte gegen diesen Besuch bei den Gegnern von Alexander III. und lehnte Pucelles Einladung ab, ebenfalls nach Deutschland zu kommen. Pucelle blieb dagegen in Köln, wo er wohl als Schulmeister an der Domschule lehrte. Während dieser Zeit war Köln eines der Zentren für kanonisches Recht in Deutschland.
In einem Brief an Becket bekräftigte Pucelle noch 1167 seine Loyalität gegenüber Becket, der weiterhin im Exil lebte. 1168 kehrte Pucelle jedoch nach England zurück, wo er König Heinrich II. die Treue schwor. Im Verlauf des Jahres gelang es ihm jedoch, sich auch mit dem darüber erzürnten Becket auszusöhnen. Auf Wunsch von Becket erteilte Papst Alexander III. Pucelle die Absolution, dass er den Gegenpapst unterstützt hatte. Im Gegenzug musste er auf die Pfründen verzichten, die er in Deutschland erhalten hatte. Becket und auch der Papst setzten sich nun bei König Ludwig VII. für Pucelle ein, der dann wohl wieder in Frankreich lehrte. Pucelle wollte nun ein Treffen von Becket mit Geoffrey Ridel, dem Archidiakon von Canterbury und Bischof Froger von Sées vereinbaren. Johannes von Salisbury kritisierte ihn deshalb erneut, weil diese beiden den Gegenpapst unterstützten, und warnte ihn, dass die Kirche ihm kein zweites Mal verzeihen würde. Das Treffen kam nicht zustande.

## Im Dienst von Erzbischof Richard of Dover
Zwischen 1174 und 1183 bezeugte Gerard Pucelle mindestens 56 Urkunden von Erzbischof Richard of Dover, der nach Beckets Ermordung zum neuen Erzbischof von Canterbury gewählt worden war. Damit bezeugte er etwa ein Viertel der erhaltenen Urkunden des Erzbischofs, wobei er meistens als erster der Zeugen genannt wurde. Dabei gehörte Pucelle nicht ständig zum Gefolge des Erzbischofs. Anfang 1178 war er zusammen mit Petrus von Blois in Rom, wo er Richard of Dover in einem Streit mit St Augustine’s Abbey in Canterbury vertrat. Papst Alexander III. lobte Pucelles Gelehrsamkeit und sein Wissen und erlaubte ihm im Februar 1178, für vier Jahre die Einkommen seiner englischen Pfründen zu beziehen, während er wieder als Lehrer tätig war. Im März 1178 erlaubte ihm der Papst auch wieder den Bezug der Einkünfte aus seinen Pfründen in Deutschland. Auch Kardinal Pietro da Pavia, der päpstliche Legat in Frankreich, empfahl Pucelle um diese Zeit dem Papst. Im März 1179 nahm Pucelle als Richard of Dovers Vertreter am Dritten Laterankonzil teil. In Rom setzte er sich vergeblich für Master Bertram ein, den gewählten Erzbischof von Bremen, der vermutlich ein Schüler von ihm in Köln gewesen war, aber schließlich doch nicht Erzbischof wurde. Ab 1180 lehrte Pucelle vermutlich noch einmal in Köln, ehe er vor September 1181 nach England zurückkehrte.

## Bischof von Coventry
Im Mai oder Juni 1183 wurde Pucelle zum Bischof der englischen Diözese Coventry gewählt. Am 25. September wurde er in Canterbury zum Bischof geweiht. Er starb jedoch schon wenige Monate später. Er wurde in der Kathedrale von Coventry beigesetzt. Die Umstände seines Todes waren so verdächtig, dass vermutet wurde, dass er vergiftet wurde.

## Bewertung
Nach dem Chronisten Herbert of Bosham († um 1194) war Pucelle ein gefeierter Anwalt und Lehrer. Der Gründe für seinen Ruhm sind allerdings nicht gänzlich geklärt. Als Spezialist für Kirchenrecht gilt Pucelle als früher Dekretist, doch obwohl er in Paris und Köln gelehrt hatte, sind von ihm keine Schriften bekannt. Allerdings berufen sich verschiedene andere Kirchenrechtler auf ihn und zitieren Lehren von ihm. Als einziger Kirchenrechtler des 12. Jahrhunderts kannte er die Lehren des Cresconius Africanus, einem obskuren Kirchenrechtler des 6. oder 7. Jahrhunderts aus Afrika. Der andere Kirchenrechtler, der diesen Cresconius Africanus kannte, war möglicherweise einer seiner Schüler.
Pucelle war anscheinend ein unpolitischer Mensch. Sein erster Aufenthalt in Köln, das damals den Gegenpapst unterstützte, kann bestenfalls als unklug bezeichnet werden. Ebenso unloyal verhielt er sich zu Becket, als er König Heinrich II. die Treue schwor. Möglicherweise glaubte er, als Vermittler dienen zu können, und in der Tat gelang es ihm, dass sowohl Papst Alexander III. wie auch Becket ihm vergaben. Später gehörte Erzbischof Richard of Dover zu seinen Förderern. Dennoch setzte sich Pucelle für Battle Abbey ein, die – wohl zu Recht – behauptete, eine Urkunde von Richard of Dover sei ungültig. Sollte er wirklich vergiftet worden sein, wurde er wohl das Opfer von lokalen Machenschaften in seiner Diözese.